# Liev Schreiber
Isaac Liev Schreiber (San Francisco, 4 ottobre 1967) è un attore, sceneggiatore e regista statunitense.
Candidato a quattro Tony Award, vince nel 2005 come miglior attore non protagonista per il dramma Glengarry Glen Ross. Nello stesso anno, ha fatto il suo esordio come regista e sceneggiatore in Ogni cosa è illuminata, tratto dal romanzo omonimo. Ha ricevuto tre candidature ai Premi Emmy e cinque candidature ai Golden Globe, come miglior attore in una serie drammatica per la serie televisiva Ray Donovan.

## Biografia
Schreiber nasce a San Francisco, in California, il 4 ottobre del 1967, figlio di Tell Carroll Schreiber, un attore e regista teatrale statunitense, nato da un'abbiente famiglia di origini austriache, svizzere, irlandesi e scozzesi, e di Heather Milgram, un'eccentrica pittrice statunitense, nata a Brooklyn, quartiere di New York, da una famiglia ebraica di origini polacche, ucraine e tedesche, che scelse per il futuro attore il nome Liev in onore dello scrittore russo Lev Tolstoj. La madre, che per un periodo visse in un ashram in Virginia, ha sempre proibito al figlio di guardare film a colori, per indirizzarlo verso le pellicole in bianco e nero, come i classici di Charlie Chaplin. È cresciuto in Canada e, in seguito alla separazione dei genitori (avvenuta quando aveva 5 anni), si è trasferito a New York, dove ha mostrato interesse per la scrittura di testi teatrali. 
Studia in collegio con l'attrice Amanda Peet, in seguito studia alla Royal Academy of Dramatic Art e si laurea nel 1992 alla "Yale School of Drama", lavora per diversi spettacoli teatrali a Broadway con classici di William Shakespeare come La tempesta, Amleto, Otello e molti altri, al fianco di attori del calibro di Sigourney Weaver e Jason Robards.
Esordisce nel 1994 nel film di Nora Ephron Agenzia salvagente, in seguito recita in Hello Denise!, nella trilogia di Wes Craven Scream, Scream 2 e Scream 3 nel ruolo di Cotton Weary, Sfera di Barry Levinson del 1998 e Hurricane - Il grido dell'innocenza del 1999. È stato candidato al premio Emmy e al Golden Globe per l'interpretazione di Orson Welles nel film RKO 281. Nel 2002 prende parte alla commedia Kate & Leopold con Meg Ryan e Hugh Jackman, parallelamente alla carriera cinematografica continua la sua attività teatrale che lo porta a vincere il premio Obie per la sua interpretazione in Cymbeline.
Nel 2005 esordisce alla regia con il film Ogni cosa è illuminata, tratto da un romanzo di Jonathan Safran Foer, girato tra Praga e l'Ucraina. Tra gli altri film come attore The Manchurian Candidate e Omen - Il presagio. Recita in L'amore ai tempi del colera di Mike Newell, tratto dall'omonimo romanzo di Gabriel García Márquez. All'inizio del 2007 partecipa ad alcuni episodi della serie televisiva CSI - Scena del crimine, nel ruolo di Michael Keppler, per la temporanea assenza di William Petersen, e inoltre lavora a Broadway nella commedia teatrale di Eric Bogosian Talk Radio, interpretazione che gli vale diverse candidature a premi teatrali.
Interpreta il villain Victor Creed, in X-Men le origini - Wolverine di Gavin Hood, film incentrato sulle origini del personaggio dei fumetti Wolverine. Recita in Motel Woodstock di Ang Lee, dove veste i panni di un travestito. Per Schreiber non è la prima interpretazione di un travestito, infatti al suo esordio ha avuto un'interpretazione simile nella commedia del 1994 Agenzia salvagente. Nel 2016 partecipa al film The Bleeder - La storia del vero Rocky Balboa, dove interpreta il pugile Chuck Wepner, colui che affrontò Muhammad Ali per aggiudicarsi il titolo dei pesi massimi e al cui incontro Sylvester Stallone si ispirò per Rocky.

### Vita privata
Schreiber ha una sorellastra e quattro fratellastri: Max, Charles, Will e Pablo, nato da una relazione del padre e anch'egli attore.
Dalla relazione con l'attrice Naomi Watts, ha avuto due figli: il 26 luglio 2007 è nato Alexander Pete (detto Sasha, vezzeggiativo russo del nome Alexander) e il 13 dicembre 2008 è nata Samuel Kai. La coppia si separa nel 2016, dopo undici anni di relazione.
Dal 2017 Schreiber ha una relazione con Taylor Neisen. Si sono sposati nel luglio 2023 e in agosto dello stesso anno è nata la loro figlia.

## Filmografia

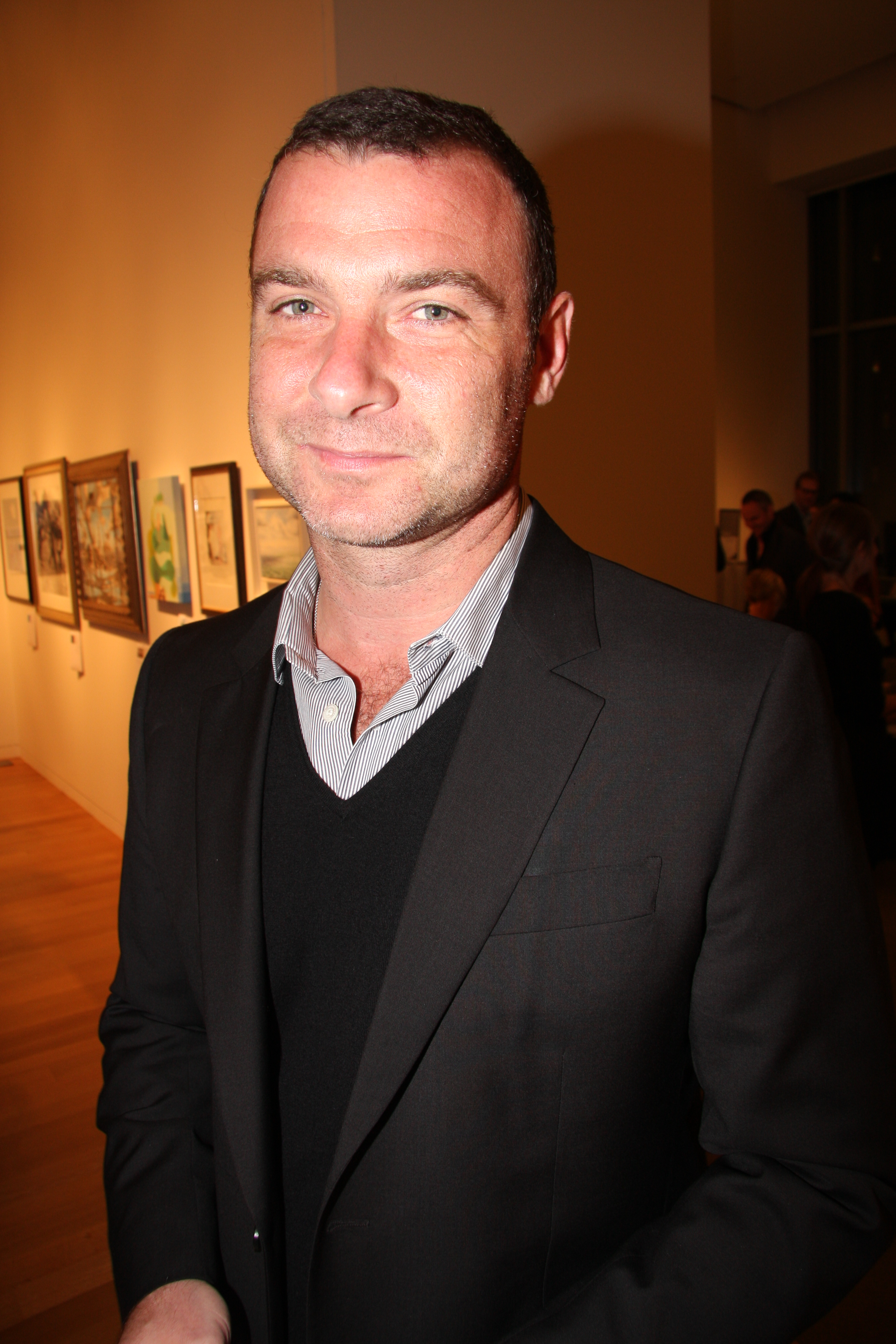
Liev Schreiber nel 2009

### Attore

#### Cinema
- Agenzia salvagente (Mixed Nuts), regia di Nora Ephron (1994)
- Hello Denise! (Denise Calls Up), regia di Hal Salwen (1995)
- Una folle stagione d'amore (Mad Love), regia di Antonia Bird (1995)
- Party Girl, regia di Daisy von Scherler Mayer (1995)
- Parlando e sparlando (Walking and Talking), regia di Nicole Holofcener (1996)
- L'amante in città (The Daytrippers), regia di Greg Mottola (1996)
- Big Night, regia di Campbell Scott e Stanley Tucci (1996)
- Ransom - Il riscatto (Ransom), regia di Ron Howard (1996)
- Scream, regia di Wes Craven (1996)
- Scream 2, regia di Wes Craven (1997)
- Phantoms, regia di Joe Chappelle (1998)
- Sfera (Sphere), regia di Barry Levinson (1998)
- Twilight, regia di Robert Benton (1998)
- A Walk on the Moon - Complice la luna (A Walk on the Moon), regia di Tony Goldwyn (1999)
- Spring Forward, regia di Tom Gilroy (1999)
- Jakob il bugiardo (Jakob the Liar), regia di Peter Kassovitz (1999)
- Hurricane - Il grido dell'innocenza (The Hurricane), regia di Norman Jewison (1999)
- Hamlet 2000 (Hamlet), regia di Michael Almereyda (2000)
- Scream 3, regia di Wes Craven (2000)
- Kate & Leopold, regia di James Mangold (2001)
- Al vertice della tensione (The Sum of All Fears), regia di Phil Alden Robinson (2002)
- Spinning Boris - Intrigo a Mosca (Spinning Boris), regia di Roger Spottiswoode (2003)
- The Manchurian Candidate, regia di Jonathan Demme (2004)
- Omen - Il presagio (The Omen), regia di John Moore (2006)
- Il velo dipinto (The Painted Veil), regia di John Curran (2006)
- The Ten, regia di David Wain (2007)
- L'amore ai tempi del colera (Love in the Time of Cholera), regia di Mike Newell (2007)
- Defiance - I giorni del coraggio (Defiance), regia di Edward Zwick (2008)
- X-Men le origini - Wolverine (X-Men Origins: Wolverine), regia di Gavin Hood (2009)
- Motel Woodstock (Taking Woodstock), regia di Ang Lee (2009)
- Repo Men, regia di Miguel Sapochnik (2010)
- Every Day, regia di Richard Levine (2010)
- Salt, regia di Phillip Noyce (2010)
- Goon, regia di Michael Dowse (2011)
- Mental, regia di P. J. Hogan (2012)
- Il fondamentalista riluttante (The Reluctant Fundamentalist), regia di Mira Nair (2012)
- The Last Days on Mars, regia di Ruairi Robinson (2013)
- The Butler - Un maggiordomo alla Casa Bianca (The Butler), regia di Lee Daniels (2013)
- Gigolò per caso (Fading Gigolo), regia di John Turturro (2013)
- A Perfect Man, regia di Kees Van Oostrum (2013)
- Comic Movie (Movie 43), registi vari (2013)
- La grande partita (Pawn Sacrifice), regia di Edward Zwick (2014)
- Il caso Spotlight (Spotlight), regia di Tom McCarthy (2015)
- La quinta onda (The 5th Wave), regia di J Blakeson (2016)
- The Bleeder - La storia del vero Rocky Balboa (The Bleeder), regia di Philippe Falardeau (2016)
- Goon: Last of the Enforcers, regia di Jay Baruchel (2017)
- Un giorno di pioggia a New York (A Rainy Day in New York), regia di Woody Allen (2019)
- Il capitale umano - Human Capital (Human Capital), regia di Marc Meyers (2019)
- The French Dispatch of the Liberty, Kansas Evening Sun, regia di Wes Anderson (2021)
- Di là dal fiume e tra gli alberi (Across the River and into the Trees), regia di Paula Ortiz (2022)
- Golda, regia di Guy Nattiv (2023)
- Asteroid City, regia di Wes Anderson (2023)
- Una scomoda circostanza (Caught Stealing), regia di Darren Aronofsky (2025)

#### Televisione
- La scena del delitto (Janek: The Silent Betrayal), regia di Robert Iscove – film TV (1994)
- Buffalo Girls, regia di Rod Hardy – film TV (1995)
- People V, regia di Daniel Sackheim – film TV (1995)
- I ragazzi irresistibili (The Sunshine Boys), regia di John Erman – film TV (1996)
- Da quando te ne sei andato (Since You've Been Gone), regia di David Schwimmer – film TV (1998)
- RKO 281 - La vera storia di Quarto potere (RKO 281), regia di Benjamin Ross – film TV (1999)
- Il giovane Hitler (Hitler: The Rise of Evil) – miniserie TV (2003)
- Lackawanna Blues (Lackawanna Blues), regia di George C. Wolfe – film TV (2005)
- CSI - Scena del crimine (CSI: Crime Scene Investigation) – serie TV, 4 episodi (2007)
- Le idee esplosive di Nathan Flomm (Clear History), regia di Greg Mottola – film TV (2013)
- Supereroi - Battaglia senza fine (Superheroes: A Never-Ending Battle) (2013) - narratore
- Ray Donovan – serie TV, 82 episodi (2013-2020)
- Ray Donovan: The Movie, regia di David Hollander – film TV (2022)
- A Small Light – miniserie TV (2023)
- Command Z – miniserie TV (2023)
- The Perfect Couple – miniserie TV (2024)

### Doppiatore
- Desert Blue, regia di Morgan J. Freeman (1998)
- Avventura nella preistoria - I mostri marini, regia di Sean MacLeod Phillips (2007)
- BoJack Horseman – serie TV, 1 episodio (2015)
- Creed - Nato per combattere (Creed), regia di Ryan Coogler (2015)
- My Little Pony - Il film (My Little Pony: The Movie), regia di Jayson Thiessen (2017)
- L'isola dei cani (Isle of Dogs), regia di Wes Anderson (2018)
- Spider-Man - Un nuovo universo (Spider-Man: Into the Spider-Verse), regia di Peter Ramsey (2018)
- Splinter Cell: Deathwatch – serie TV (2025) – Sam Fisher

### Regista
- Ogni cosa è illuminata (Everything is Illuminated) (2005)
- Ray Donovan – serie TV, episodi 2x07 e 4x01 (2014-2016)

### Sceneggiatore
- Ogni cosa è illuminata (Everything is Illuminated) (2005)
- The Bleeder - La storia del vero Rocky Balboa  (The Bleeder), regia di Philippe Falardeau (2016)
- Ray Donovan – serie TV, episodio 7x10 (2020)

### Produttore
- Spring Forward, regia di Tom Gilroy (1999)
- Ray Donovan – serie TV, 58 episodi (2015-2020)
- The Bleeder - La storia del vero Rocky Balboa  (The Bleeder), regia di Philippe Falardeau (2016)
- Il capitale umano - Human Capital (Human Capital), regia di Marc Meyers (2019)

## Teatro
- Ivanov di Anton Čechov, regia di Oleg Yefremov. Yale Repertory Theatre di New Haven (1990)
- Edoardo II di Christopher Marlowe, regia di Stan Wojewodski Jr. Yale Repertory Theatre di New Haven (1992)
- Buonanotte Desdemona (buongiorno Giulietta), di Ann-Marie MacDonald. Classic Stage Company di New York (1992)
- Escape From Happiness di George F. Walker, regia di Irene Lewis. Yale Repertory Theatre di New Haven (1993)
- In the Summer House di Jane Bowles, regia di JoAnne Akalaitis. Lincoln Center di Broadway (1993)
- La tempesta di William Shakespeare, regia di George C. Wolfe. Delacorte Theatre dell'Off Broadway (1995)
- Moonlight di Harold Pinter, regia di Karel Reisz. Harold and Miriam Steinberg Center for Theatre di New York (1995)
- Cimbelino di William Shakespeare, regia di Andrei Serban. Delacorte Theatre dell'Off Broadway (1998)
- Amleto di William Shakespeare, regia di Andrei Serban. Public Theatre dell'Off Broadway (2000)
- Tradimenti di Harold Pinter, regia di David Leveaux. American Airlines Theatre di Broadway (2000)
- Otello di William Shakespeare, regia di Doug Hughes. Public Theatre dell'Off Broadway (2001)
- The Mercy Seat, scritto e diretto da Neil LaBute. Acorn Theater dell'Off Broadway (2002)
- Enrico V di William Shakespeare, regia di Mark Wing Davey. Delacorte Theatre dell'Off Broadway (2003)
- Glengarry Glen Ross di David Mamet, regia di Joe Mantello. Royale Theatre di Broadway (2005)
- Macbeth di William Shakespeare, regia di Moisés Kaufman. Delacorte Theatre dell'Off Broadway (2006)
- Talk Radio di Eric Bogosian, regia di Robert Falls. Longrace Theatre di Broadway (2007)
- Uno sguardo dal ponte di Arthur Miller, regia di Gregory Mosher. Cort Theatre di Broadway (2010)
- Les Liaisons Dangereuses di Christopher Hampton, regia di Josie Rourke. Booth Theatre di Broadway (2016)
- Il dubbio di John Patrick Shanley, regia di Scott Ellis. Todd Haimes Theatre di Broadway (2024)

## Premi e riconoscimenti
Golden Globe
- 2000 - Candidatura al Miglior attore in una mini-serie o film per la televisione per RKO 281 - La vera storia di Quarto Potere
- 2014 - Candidatura al Miglior attore in una serie drammatica per Ray Donovan
- 2015 - Candidatura al Miglior attore in una serie drammatica per Ray Donovan
- 2016 - Candidatura al Miglior attore in una serie drammatica per Ray Donovan
- 2017 - Candidatura al Miglior attore in una serie drammatica per Ray Donovan
- 2018 - Candidatura al Miglior attore in una serie drammatica per Ray Donovan

Tony Award
- 2005 - Miglior attore non protagonista in un'opera teatrale per Glengarry Glen Ross
- 2007 - Candidatura al Miglior attore protagonista in un'opera teatrale per Talk Radio
- 2010 - Candidatura al Miglior attore protagonista in un'opera teatrale per A View from the Bridge
- 2024 - Candidatura al Miglior attore protagonista in un'opera teatrale per Il dubbio

Mostra internazionale d'arte cinematografica di Venezia
- 2016 - Persol Tribute To Visionary Talent Award

## Doppiatori italiani
Nelle versioni in italiano delle opere in cui ha recitato, Liev Schreiber è stato doppiato da:
- Pino Insegno in Kate & Leopold, X-Men le origini - Wolverine, Motel Woodstock, Every Day, Salt, Il fondamentalista riluttante, The Last Days on Mars, The Butler - Un maggiordomo alla Casa Bianca, Gigolò per caso, Ray Donovan, La grande partita, Il caso Spotlight, La quinta onda, Un giorno di pioggia a New York, Il capitale umano - Human Capital, The French Dispatch of the Liberty, Kansas Evening Sun, Ray Donovan: The Movie, Golda, Asteroid City, A Small Light, The Perfect Couple
- Saverio Indrio in Hurricane - Il grido dell'innocenza, Hamlet 2000, CSI - Scena del crimine, Comic Movie
- Angelo Maggi in Sfera, Al vertice della tensione, Il velo dipinto, Defiance - I giorni del coraggio
- Fabrizio Pucci in Il giovane Hitler, Omen - Il presagio, Goon: Last of the Enforcers
- Riccardo Niseem Onorato in Scream 2, Twilight, The Manchurian Candidate
- Luca Ward in A Walk on the Moon - Complice la luna, RKO 281 - La vera storia di Quarto potere
- Francesco Prando in Ransom - Il riscatto, Spinning Boris - Intrigo a Mosca
- Sergio Di Stefano in Agenzia salvagente, Phantoms
- Alberto Bognanni in The Bleeder - La storia del vero Rocky Balboa
- Alessandro Budroni in Le idee esplosive di Nathan Flomm
- Domenico Strati in Di là dal fiume e tra gli alberi
- Massimo De Ambrosis in Jakob il bugiardo
- Pasquale Anselmo in Hello Denise!
- Danilo De Girolamo in Scream 3
- Massimo Rossi in Repo Men
- Massimo Corvo in Goon
- Alberto Sette in The Ten

Come doppiatore, viene sostituito da:
- Paolo Marchese in Avventura nella preistoria - I mostri marini, Spider-Man - Un nuovo universo
- Francesco Pezzulli ne I Simpson[3]
- Edoardo Siravo in BoJack Horseman
- Fabrizio Pucci in Creed - Nato per combattere
- Dario Oppido in My Little Pony - Il film
- Pino Insegno in L'isola dei cani